# Babindál
Babindál (1899-ig Bábindal, szlovákul Babindol) község Szlovákiában, a Nyitrai kerületben, a Nyitrai járásban.

## Fekvése
Nyitrától 12 km-re, délkeletre található.

## A község jelképei
1780-ból származó pecsétjében két pálmaág (?) között csoroszlya és ekevas található. Körirata: SIGILLUM POSSESSIONIS BABINDALL 1780. 1891-1892 körül ovális szöveges pecsétet is használtak. Ezután kör alakú liliomos pecsétnyomó is előfordult. Mai címere – a legkorábbi és a későbbi pecsétek alapján – zöld alapon ezüst csoroszlya és ekevas arany pálmaágak között, felettük három arany liliom (Szent Imrét, a templom védőszentjét jelképezve). Zászlaja zöld-arany-ezüst.

## Története
Neve a szláv babin dol (= asszony völgye) szavakból ered.
1271-ben "Babyndal" néven említik először, a babindáli Kozma özvegyének hozományáról szóló perben. 1339-ben "Babundal" néven szerepel az írott forrásokban. 1360-ban már említik Felsőbabindált (Felseubabyndal) a Babyndal-i család egyik perével kapcsolatban. 1398-ban a Forgách család hatalmaskodott a településen, előbb az erdőt vágták ki és Kalászra vitték, majd a helyi nemesek faházait szedették szét. Ezután történt a káptalan előtti határjárás. A Forgáchok a felsőbabindáli nemeseknek kárpótlást is fizettek. 
1494-ben babyndal-i nemesek szerepelnek tanúként. Babindáli Gergely a 16. század közepén Nyitraludányban szerzett birtokot.
Kezdetben a Kozma, majd a Paluska, Szlávy, Malonyay és más családok tulajdonában állt. A 16. század végén a Kereskényi család is birtokosa. 1570-ben 3 házában 8 fejadófizető személyt írtak össze. 1591-ben lakói fellázadtak a robotterhek ellen. 1624-ben 3 öreg embert raboltak el, kettőt pedig levágtak a törökök. 1664-ben 16 háztartásban 25 fejadófizető személy lakta. 1715-ben 7, 1720-ban 10 adózó háztartása volt. 1741-ben szőlőskertje is létezett. 1751-ben 26 család lakta. 1787-ben 26 házában 165 lakos élt. 1828-ban 38 háza és 266 lakosa volt, akik főként mezőgazdasággal foglalkoztak.
Vályi András szerint "BABINDAL. Középszerű tót falu Nyitra Vármegyében, hajdan virágzott Babindal Uraságnak életekor, a’ kié vala; most külömbféle Uraknak birtokokban van, lakosai katolikusok, fekszik Nyitrától egy jó mértföldnyire. Határja középszerű termékenységű, fája mind a’ két féle, réttye legelője elég, második Osztálybéli."
Fényes Elek szerint "Babindál, tót falu, Nyitra vármegyében, a Nyitrától Verebélyre vivő országutban: 260 kath. lak. F. u. többen. Ut. p. Verebély."
Nyitra vármegye monográfiája szerint "Bábindál, tiszta magyar község, 358 r. kath. vallásu lakossal. Postája Nagy-Lapás, táviró- és vasúti állomása Verebély. Földesurai a XIII. században Kozma fiai voltak, később a Nyáryak. Jelenleg Szlávy József koronaőrnek van itt egy régi nemesi kuriája."
A trianoni békeszerződésig Nyitra vármegye Nyitrai járásához tartozott. A település később is megőrizte mezőgazdasági jellegét, lakói földművesek voltak, illetve a közeli nagybirtokokon dolgoztak.
1938-ban az első bécsi döntést követően Magyarország ki akarta cserélni a falut Csehszlovákiával, ez a javaslatváltozat azonban nem valósult meg. Földműves szövetkezete 1950-ben alakult, mely 1961-ben állami gazdaság lett. 1976-1996 között Kalászhoz tartozott.

## Népessége
| Év:            | 1994. | 2004. | 2014.    | 2024.   |
| -------------- | ----- | ----- | -------- | ------- |
| Emberek száma: | 0     | 650   | 727      | 768     |
| Eltérés:       |       | –     | +11,84 % | +5,63 % |

| Év:            | 2023. | 2024.   |
| -------------- | ----- | ------- |
| Emberek száma: | 773   | 768     |
| Eltérés:       |       | -0,64 % |

1850-ben 220 lakosa volt.
1880-ban 350 lakosából 286 magyar és 51 szlovák anyanyelvű.
1890-ben 358 lakosából 290 magyar és 61 szlovák anyanyelvű volt.
1900-ban 391 lakosából 333 magyar és 53 szlovák anyanyelvű volt.
1910-ben 390 lakosából 341 magyar, 47 szlovák és 2 német anyanyelvű.
1919-ben 416 lakosából 388 magyar és 28 csehszlovák.
1921-ben 443 lakosából 336 (75,8%) magyar, 106 (23,9%) csehszlovák.
1930-ban 471 lakosából 366 magyar és 101 csehszlovák volt.
2001-ben 671 lakosából 460 szlovák és 204 magyar volt.
2011-ben 667 lakosából 485 szlovák, 147 magyar, 2 cseh és 33 ismeretlen nemzetiségű volt.
2021-ben 762 lakosából 589 (+17) szlovák, 126 (+8) magyar, 12 egyéb és 35 ismeretlen nemzetiségű volt.

## Nevezetességei
- Szent Imre templomát 1909-ben építették.

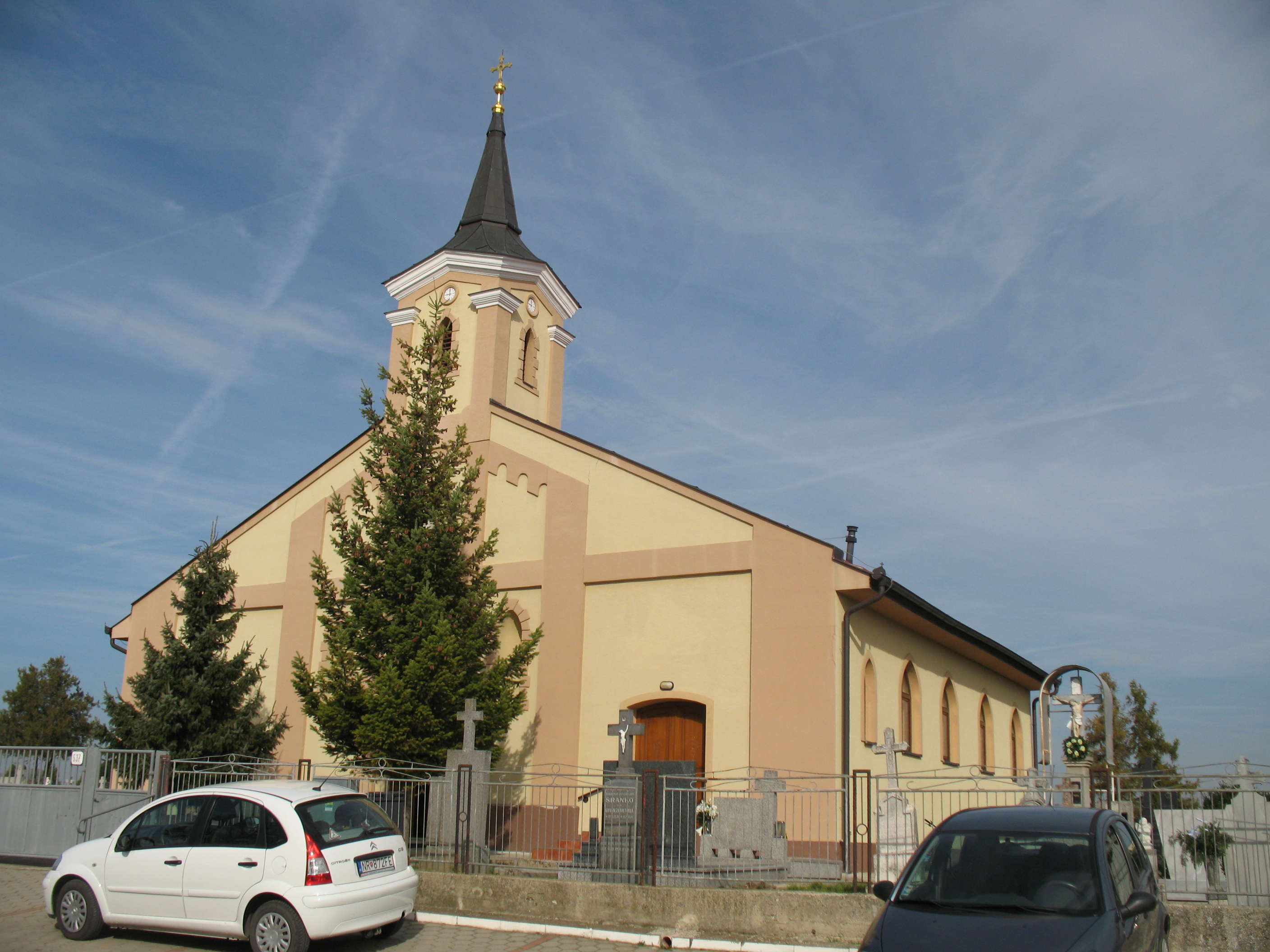
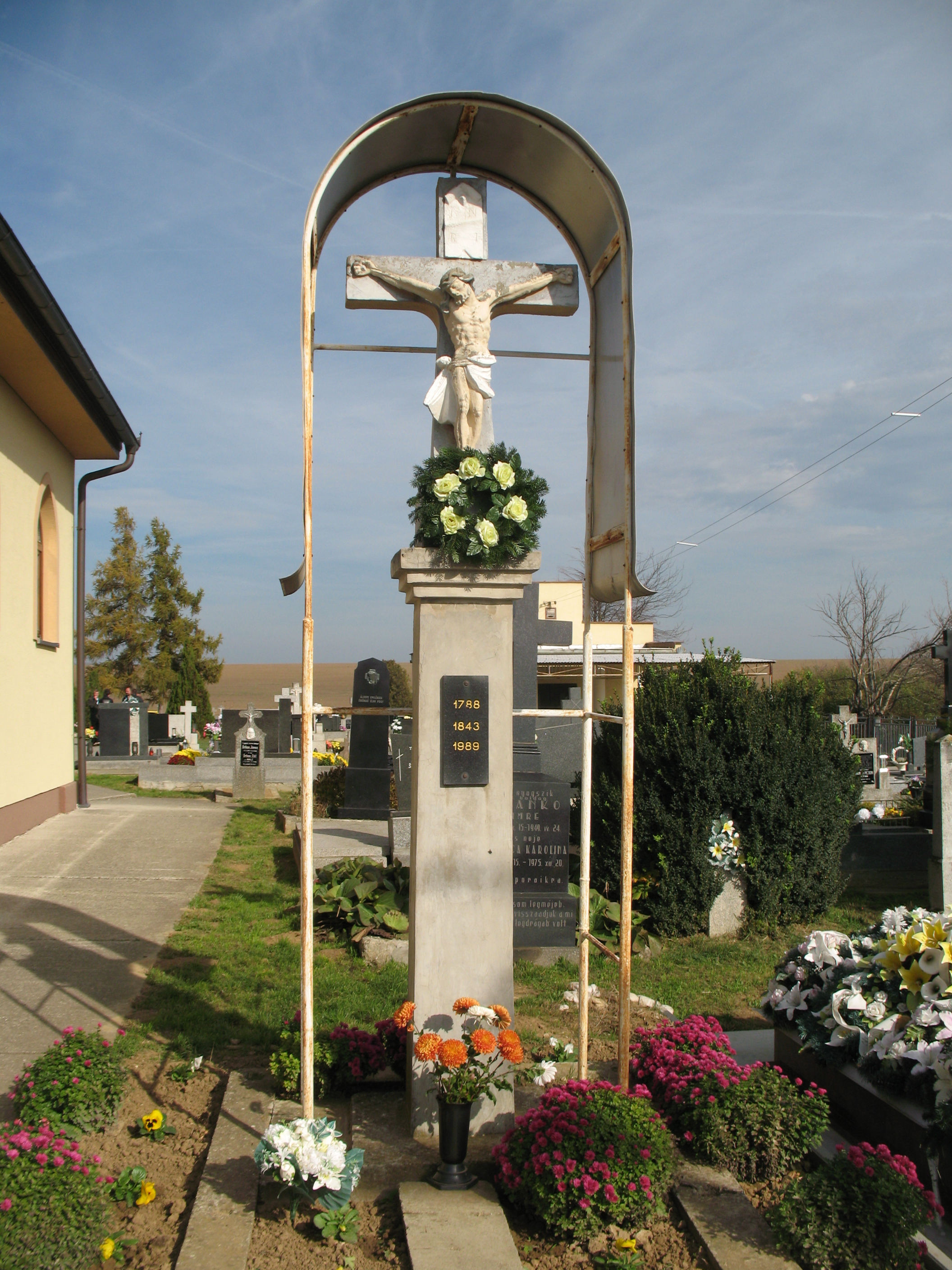
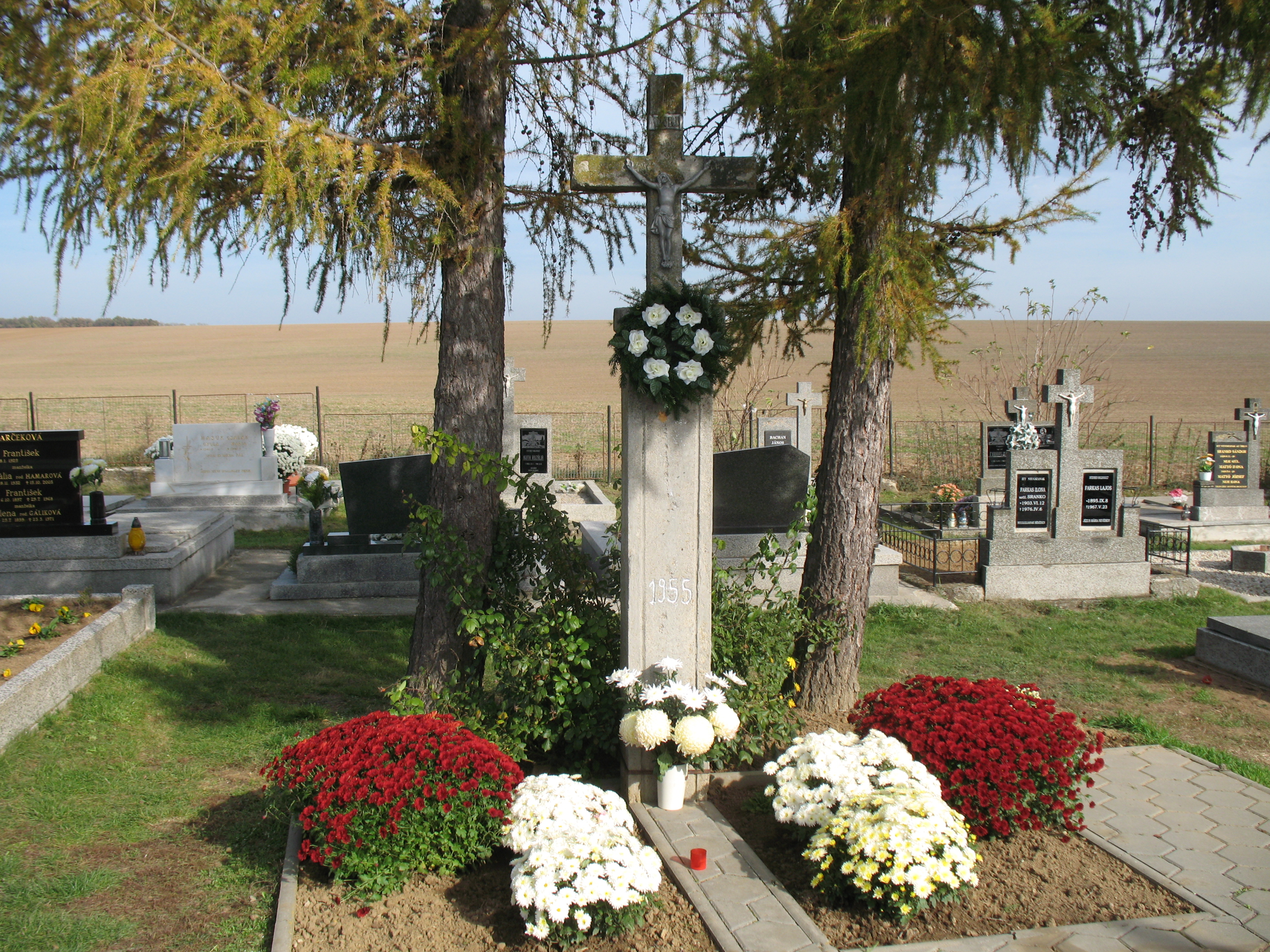
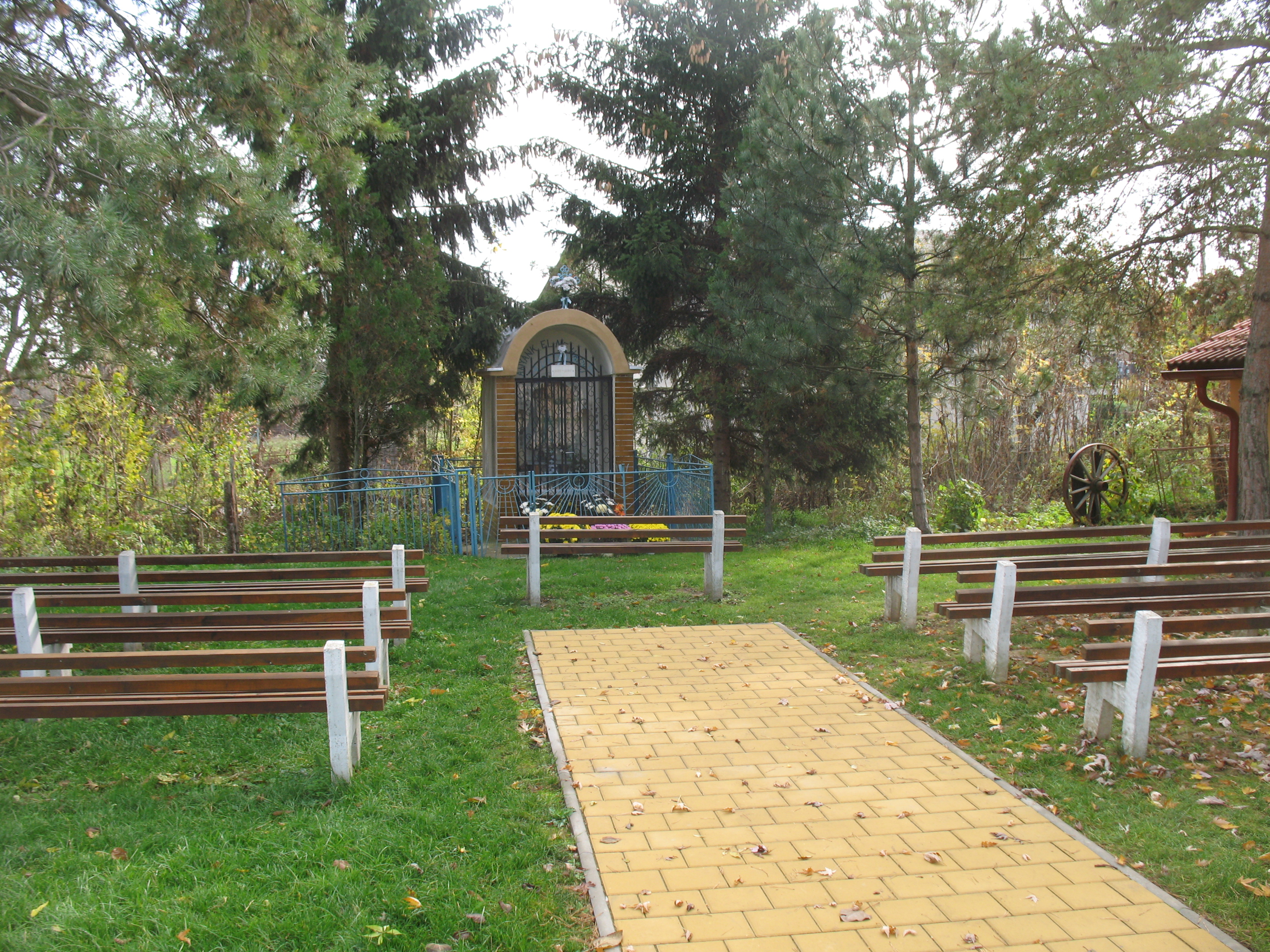
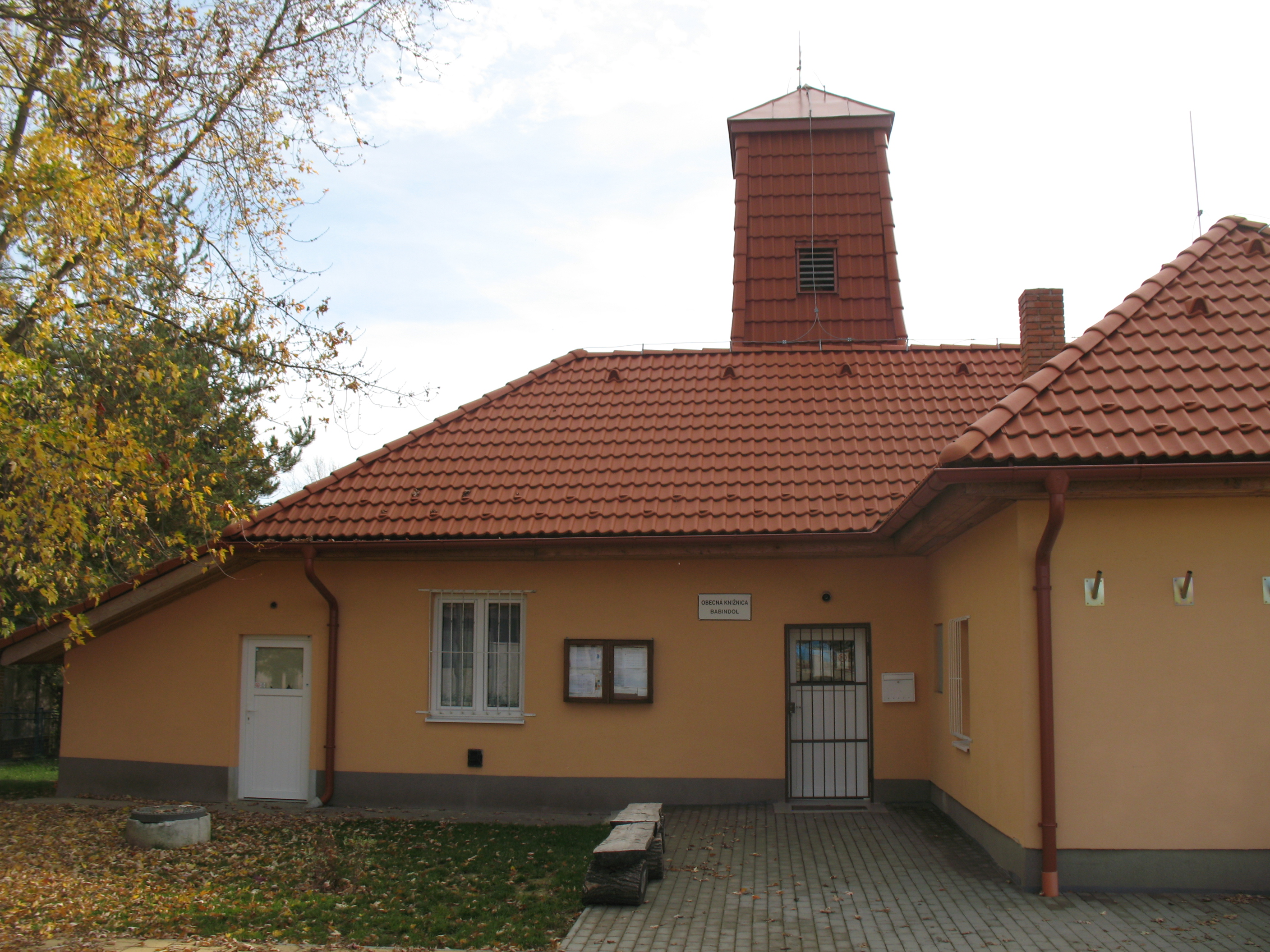
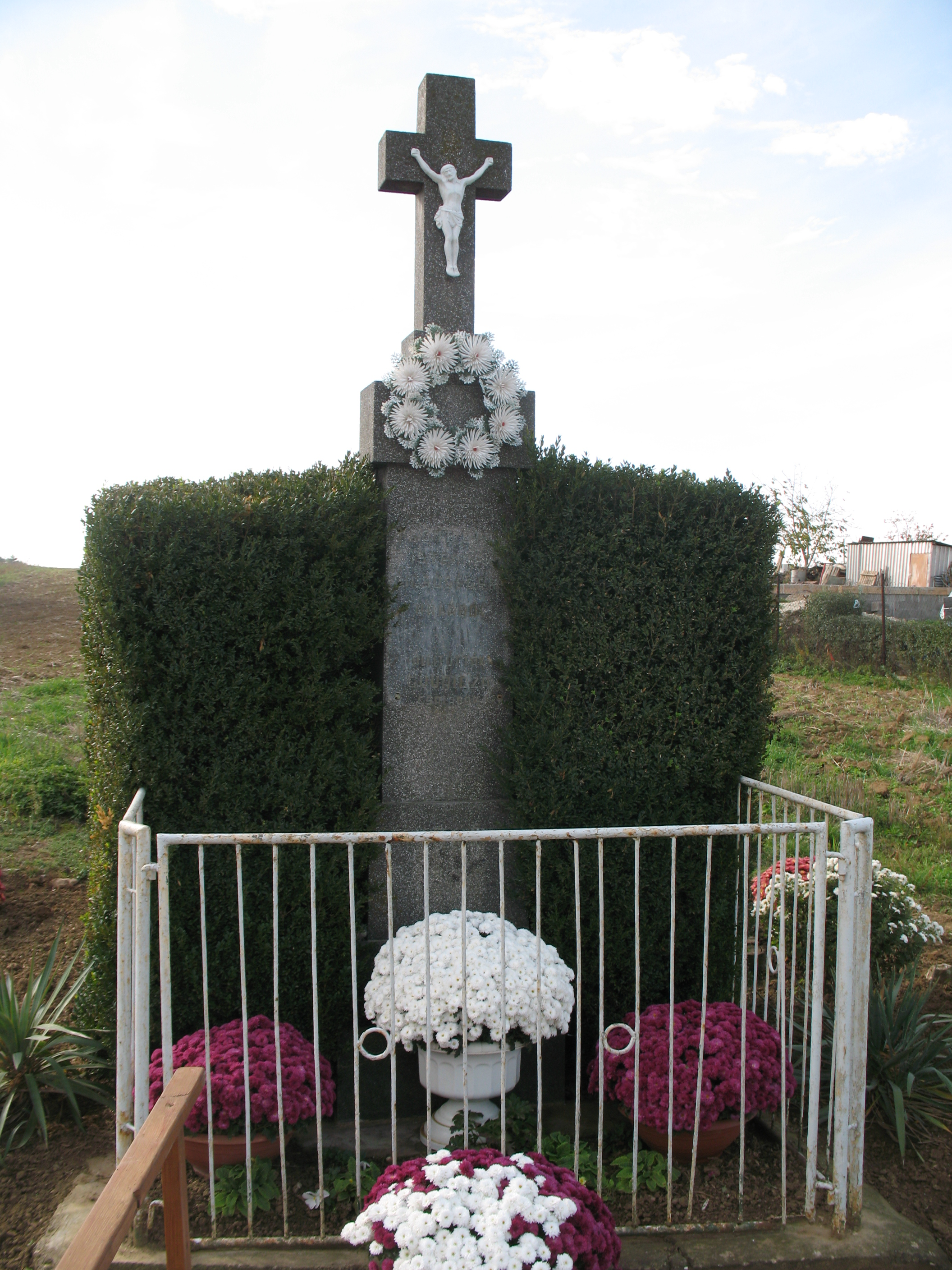